# Perungudi
Perungudi är en del av en befolkad plats i Indien.   Den ligger i distriktet Kancheepuram och delstaten Tamil Nadu, i den södra delen av landet, 1 800 km söder om huvudstaden New Delhi. Perungudi ligger 7 meter över havet och antalet invånare är 30 363.
Terrängen runt Perungudi är mycket platt. Havet är nära Perungudi österut.  Närmaste större samhälle är Madras, 14,7 km norr om Perungudi. Runt Perungudi är det i huvudsak tätbebyggt.